# Nanteuil-la-Fosse
 Nanteuil-la-Fosse  es una población y comuna francesa, en la región de Picardía, departamento de Aisne, en el distrito de Soissons y cantón de Vailly-sur-Aisne.

## Demografía
| 321 | 355 | 341 | 352 | 377 | 350 | 391 | 377 | 366 | 345 | 343 | 339 | 303 | 312 | 304 | 297 | 298 | 261 | 250 | 248 | 88 | 225 | 220 | 210 | 265 | 208 | 185 | 219 | 159 | 155 | 147 | 134 | 139 |
| Para los censos de 1962 a 1999 la población legal corresponde a la población sin duplicidades (Fuente: INSEE [Consultar]) |     |     |     |     |     |     |     |     |     |     |     |     |     |     |     |     |     |     |     |    |     |     |     |     |     |     |     |     |     |     |     |     |